# Gmyrdek
Gmyrdek – potok, prawostronny dopływ Ruptawki o długości 4,99 km i powierzchni zlewni 8,5 km².
Potok ma źródła i ujście na terenie Jastrzębia-Zdroju. 